# Tumulus de Crucuny
Le tumulus de Crucuny, appelé aussi Er Mané, est un tumulus situé à Carnac, dans le Morbihan en France.

## Historique
Le site a été exploré par W. C. Lukis dans les années 1870 mais aucun rapport de fouilles n'est connu. En 1922, Zacharie Le Rouzic et les époux Péquart fouillent le tumulus. 
Le site est classé au titre des monuments historiques sur la liste de 1900.

## Description
Le tumulus mesure 35 m de longueur sur 23 m de largeur et 13 m de hauteur. Son grand axe est orienté nord-nord-est/sud-sud-ouest. Sur son point culminant, côté est, le tumulus est surmonté d'un menhir de 2,80 m de hauteur (0,47 m de large et 0,32 m d'épaisseur). La base du menhir comporte, côté sud, une gravure représentant une hache.

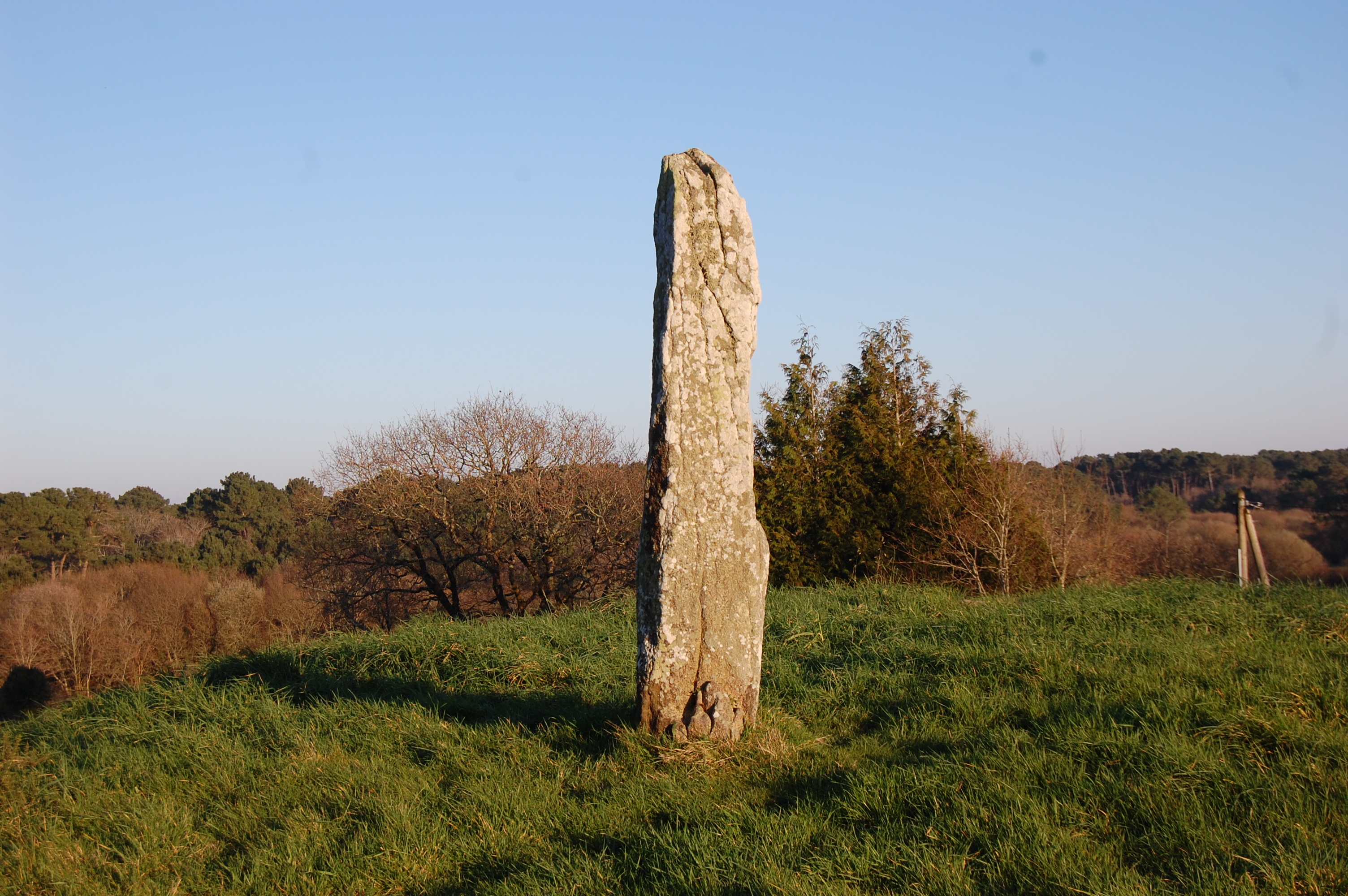
Menhir sommital du tumulus.

Au nord-est, le tumulus renferme un cairn et une chambre mégalithique (dénommée dolmen II par Le Rouzic) qui ont été édifiés sur un affleurement rocheux naturel. La chambre est délimitée par trois dalles, une côté est (2,30 m de long sur 0,7 m de haut) et deux côté ouest (de respectivement 0,80 m de long sur 0,85 m de haut et 1,22 m de long sur 0,70 m de haut) et un grossier mur en pierres sèches côté nord. Elle comporte une ouverture au sud d'environ 1,20 m de large. L'ensemble est recouvert d'une unique table de couverture de 1,40 m de long sur 1,30 m de large, retrouvée à l'intérieur de la chambre. L'ensemble a été recouvert d'une couche de terre de faible épaisseur. Tout autour du monument, les fouilleurs ont découvert des cavités creusées dans le rocher contenant de grande quantités de terre brûlée et de charbons de bois.
Vers le centre du tumulus, les fouilleurs ont mis au jour, sous une couche de terre de 0,50 m d'épaisseur, un second cairn mesurant 7 m de long sur 4 m de large à la base et 2,15 m de hauteur en moyenne. L'ensemble renferme au moins deux coffres, l'un de forme triangulaire et un second, beaucoup plus grand, de forme à peu près rectangulaire (4 m de long sur 3 m de large) délimitée par quinze blocs dressés de 0,60 à 1,20 m de hauteur. Ce grand coffre comporte côté ouest un trilithe de 0,80 m de hauteur. Il est compartimenté en huit petites niches, chacune étant recouverte de trois assises de pierres plates montées en encorbellement. Le cairn comporte un appendice (5,50 m de long sur 1,10 m de large et 0,80 m de hauteur), orienté au sud-ouest, le reliant à un nouveau coffre, de forme grossièrement circulaire (1,15 m de diamètre sur 0,60 m de hauteur).
Le tumulus comporte ainsi deux ensemble bien distincts avec des constructions dont le niveau de finition est bien différent : au nord-est, les blocs utilisés sont plus réguliers et les constructions mieux agencées alors qu'au centre et au sud-est, elles paraissent plus grossières, constituées de blocs irréguliers semblant jetés sans ordre. Selon les fouilleurs, ces différences pourraient correspondre à deux périodes de construction distincte, la partie nord-est du tumulus étant alors la plus ancienne.

## Mobilier archéologique
Le mobilier néolithique correspond à des éclats de silex et de quartz sans caractère, des fragments de meule et de molettes en granite, des fragments de hache en diorite et à de nombreux fragments de poterie. Tout le mobilier archéologique recueilli a été découvert dans la masse du tumulus, à une faible profondeur, dans des espaces qui avaient été remaniés probablement à l'époque gallo-romaine comme l'atteste la découverte de fragments d'objets métalliques (fer, cuivre) et de poteries gallo-romaines.
Une fosse a livré des fragments osseux attribués à trois individus distincts et des dents humaines ont également été retrouvées dispersées.